# Lech Bałaban
Lech Bałaban (ur. 8 lutego 1964 w Bielsku-Białej) – polski muzyk, altowiolista, profesor sztuki w dyscyplinie sztuki muzyczne Akademii Muzycznej w Bydgoszczy, Akademii Muzycznej w Poznaniu oraz pedagog w poznańskiej Szkole Talentów a także Koncertmistrz w Orkiestrze Kameralnej Polskiego Radia „Amadeus”.

## Życiorys
Lech Bałaban urodził się w rodzinie muzyków. Naukę gry na skrzypcach rozpoczął w wieku 5 lat pod kierunkiem ojca, Henryka Bałabana w Państwowej Szkole Muzycznej (PSM) I stopnia w Gliwicach. W 1973 roku przeprowadził się z rodzicami do Częstochowy, gdzie w 1976 roku ukończył z wyróżnieniem PSM I stopnia i rozpoczął naukę w PSM II stopnia. Po ukończeniu IV klasy PSM II stopnia w Częstochowie, w 1981 roku przeprowadził się do Bydgoszczy.
W 1982 roku w klasie swojego ojca ukończył z wyróżnieniem Państwowe Liceum Muzyczne w Bydgoszczy. W tym samym roku podjął studia w Akademii Muzycznej w Bydgoszczy, do końca II roku pozostając pod pedagogiczną opieką ojca. Później pracował przez rok pod kierunkiem prof. Pawła Radzińskiego. W sezonie 1984/85 współpracował z Operetką Śląską w Gliwicach. Od roku 1985 studiował w Akademii Muzycznej w Poznaniu u prof. Jadwigi Kaliszewskiej, w klasie której uzyskał dyplom ukończenia studiów w 1988 roku.
Od 1 kwietnia 1988 roku pracuje w Orkiestrze Kameralnej Polskiego Radia „Amadeus” pod dyrekcją Agnieszki Duczmal, na stanowisku koncertmistrza grupy altówek.
W latach 1989–92 uczył w Poznańskiej Podstawowej Szkole Muzycznej nr 1 w Poznaniu, a następnie w latach 1990–97 i od 2000 roku był nauczycielem w Poznańskiej Szkole Talentów, w której wychował kilkoro laureatów konkursów muzycznych. Od 1 października 1992 roku jest zatrudniony w Akademii Muzycznej w Bydgoszczy, ostatnio na stanowisku adiunkta.
W 1994 roku uzyskał dyplom w klasie altówki prof. Andrzeja Murawskiego w Akademii Muzycznej w Poznaniu. 
Od 1 października 1997 roku w Akademii Muzycznej w Bydgoszczy prowadzi klasę altówki. Od 2005 roku jest zatrudniony w Akademii Muzycznej w Poznaniu, obecnie na stanowisku starszego wykładowcy.
Jest Przewodniczącym Konwentu Fundacji Europejskiego Dziedzictwa Kulturowego - Europejczyk.

## Działalność koncertowa i dyskografia
Jako solista koncertował w wielu miastach Polski oraz w Danii, Słowacji, Niemczech, Austrii, Francji oraz w byłym ZSRR. Z Orkiestrą Kameralną „Amadeus” nagrał koncerty altówkowe J.Ch. Bacha, G.F. Haendla, K. Pendereckiego oraz Symfonię koncertującą W.A. Mozarta (wspólnie z Jarosławem Żołnierczykiem). Na prestiżowych Festiwalach „Bravo Maestro” występował m.in. z Wandą Wiłkomirską, Ewą Pobłocką, Wadimem Brodskim, K.A. Kulką, Krzysztofem Jakowiczem, Kubą Jakowiczem, Waldemarem Malickim, Tomaszem Strahlem.
Jest członkiem kwartetu smyczkowego „Wieniawski Kwartet”.
Koncertował również z Piotrem Pławnerem.
Wraz z żoną i Zbigniewem Kozubem był również wykonawcą muzyki do filmu Alter ego (2007).
- 2014 Antonín Dvořák - Terzetto C-dur op. 74 „ Kwartet „Amerykański” - Kwartet Rodzinny Bałabanów.

## Nagrody i wyróżnienia
- 1993 – laureat I nagrody V Ogólnopolskiego Konkursu Altowiolistów im. J. Rakowskiego w Poznaniu
- 1986 – członek polskiej ekipy IX Międzynarodowego Konkursu Skrzypcowego im. Henryka Wieniawskiego w Poznaniu
- 1984 – zdobywca wyróżnienia na IV Ogólnopolskim Konkursie Skrzypków im. Z. Jahnkego w Poznaniu
- 1980 – laureat nagrody specjalnej IV Ogólnopolskiego Festiwalu Młodych Skrzypków w Lublinie

## Życie osobiste
Z żoną Agnieszką (wiolonczelistka) ma czwórkę dzieci (Wiktor, Jan, Julia i Mirella). Z żoną i dwoma synami również koncertują w kwartecie rodzinnym.